# Unteres Schloss Ichenhausen

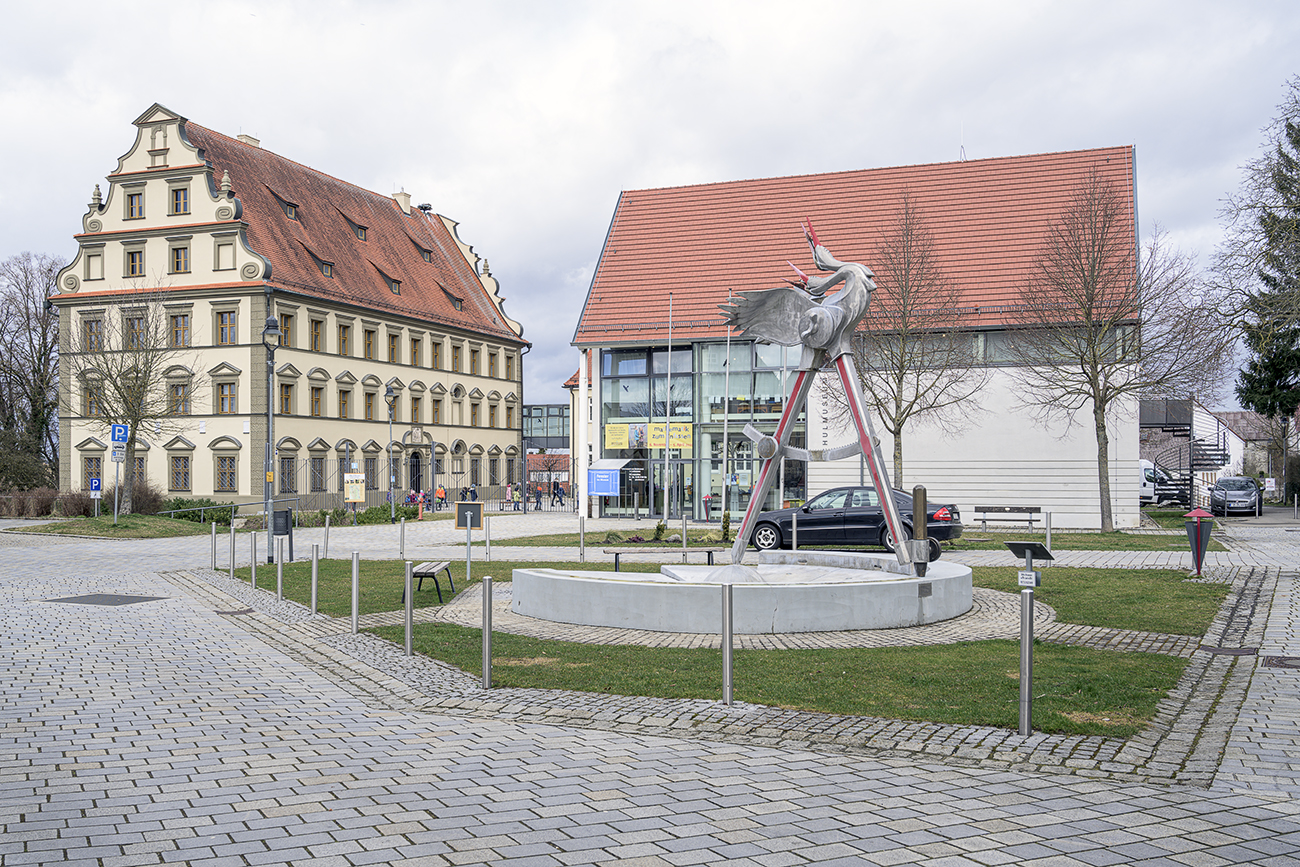
Bayerisches Schulmuseum – am Schlossplatz (das linke Gebäude ist das Untere Schloss, Teil des Museums)

Das Untere Schloss Ichenhausen ist ein Schloss in Ichenhausen im schwäbischen Landkreis Günzburg. Es ist heute Sitz des Bayerischen Schulmuseums Ichenhausen.

## Geschichte
1032 erfolgt die erste urkundliche Erwähnung eines Mangold von Ichenhausen. 1392 kommt es zur Einweihung einer mittelalterlichen Pfarrkirche. 1406 erfolgte die Verleihung der Marktrechte unter der Ortsherrschaft der Herren von Roth, die seit dem frühen 14. Jahrhundert als Lehensherr des Ortes bekannt sind. 1574 erwarben die Reichsfreiherren vom Stain von Rechtenstein zu Niederstotzingen den Ort. Nach 1652 teilten die Brüder Johann Joachim und Johann Andreas vom Stain Ichenhausen in zwei Herrschaften, den oberschlossigen und den unterschlossigen Ortsteil, jeweils mit eigenen Verwaltungen. 1784 wurden die beiden Ortsteile wiedervereinigt. Das Bayerische Schulmuseum Ichenhausen ist ein Zweigmuseum des Bayerischen Nationalmuseums und hat seinen Sitz im Unteren Schloss in Ichenhausen. Es wurde 1984 eröffnet und zeigt die Geschichte des Lernens von den Anfängen menschlicher Erziehung bis zur Gegenwart.

## Baubeschreibung
Die Beschreibung beim Bayerischen Landesamt für Denkmalpflege lautet:
- Ehemaliges Unteres Schloss, jetzt Bayerisches Schulmuseum: Dreigeschossiger Satteldachbau mit Schweifgiebeln und kräftiger Profilgliederung, 1697; mit Ausstattung
- Zugehörig Garten mit Rest des Grabens, mittelalterlich